# Jill Nalder
Jill Nalder   (Neath, 1961) és una actriu i activista gal·lesa. És coneguda per la seva carrera al teatre, així com per les seves contribucions a l'activisme contra el VIH/SIDA.
Va ser la inspiració del personatge Jill Baxter a la sèrie de Channel 4 It's a Sin.

## Primers anys
Nalder es va criar a Neath. El 1980 es va traslladar a Londres on es va formar a la Mountview Academy of Theatre Arts de Crouch End. Es va graduar el 1982 amb una titulació en interpretació i teatre musical.

## Carrera d'interpretació
Després de graduar-se, Nalder va començar a actuar en produccions teatrals del West End Va interpretar la madame Thenardier de Les Misérables al Palace Theatre i al repartiment original de 1994 de la producció d'Oliver! de Sam Mendes al London Palladium. També ha aparegut en produccions de gires musicals.
Va aparèixer com a ballarina a la pel·lícula Ballant la vida del 2017, dirigida per Richard Loncraine. És una de les membres fundadores de The WestEnders, un grup de teatre musical amb un repertori de cançons extretes dels musicals de West End i Broadway.

## Activisme contra el VIH/SIDA
Nalder es va involucrar en l'activisme contra el VIH/SIDA mentre vivia a Londres als anys vuitanta en el moment àlgid de la crisi de la sida. Amb altres membres de la comunitat teatral del West End, Nalder va participar en campanyes de recaptació de fons, incloent-hi espectacles de cabaret i actuacions al Soho, per recaptar diners per donar suport a la conscienciació i la investigació sobre la sida. Nalder també va donar suport als homes gais que patien sida i va fer nombroses visites a pacients amb sida als hospitals de Londres, inclòs l'hospital de Middlesex i la unitat de sida de l'hospital de Chelsea i Westminster.
El 2021, el guionista i productor Russell T Davies va basar el personatge de Jill Baxter a la seva minisèrie de televisió de Channel 4 It's A Sin en la vida de Nalder en aquell moment. Nalder i Davies es van conèixer als 14 anys mentre actuaven al teatre juvenil de West Glamorgan (Gal·les) i després van mantenir l'amistat. Va compartir les històries de la seva vida amb Davies mentre desenvolupava el seu guió. El pis de Hampstead que Nalder va compartir amb tres companys durant la dècada de 1980 va inspirar el pis Pink Palace de la sèrie. El personatge és interpretat per Lydia West, mentre que Nalder interpreta la seva mare Christine Baxter.

## Vida personal
Nalder viu a Cambridgeshire.